# Syzygium anisatum

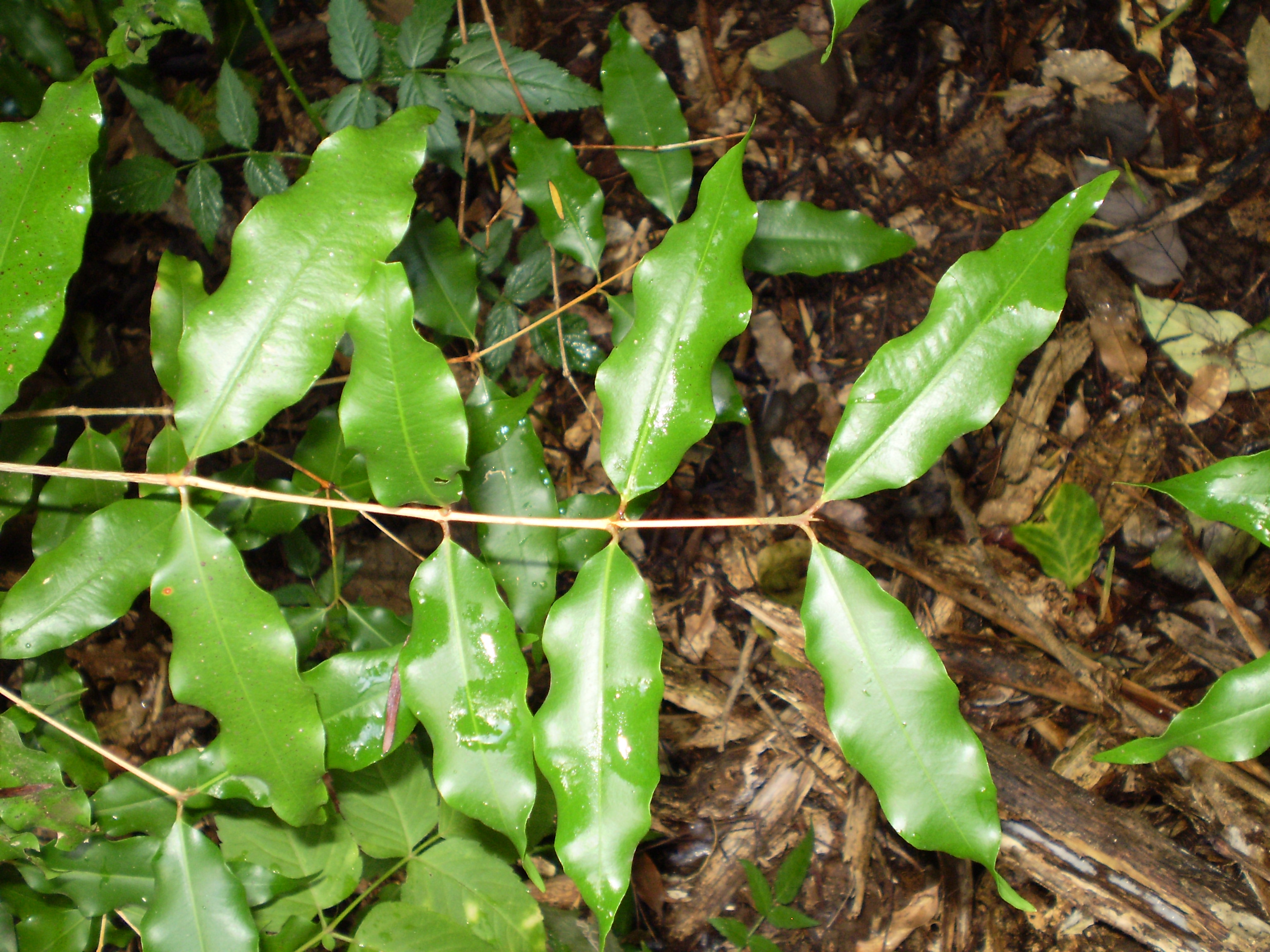
Blätter

Syzygium anisatum (Syn.: Backhousia anisata, Anetholea anisata)  ist eine Pflanzenart in der Familie der Myrtengewächse aus dem südöstlichen Australien.

## Beschreibung
Syzygium anisatum wächst als immergrüner Baum bis über 25 (40) Meter hoch, bleibt aber meist einiges kleiner. In Kultur wird er nur bis 2–3 Meter hoch und als Hecke gehalten.
Die gegenständigen, einfachen und kahlen, ledrigen Laubblätter sind kurz gestielt. Sie sind schmal-eiförmig bis elliptisch, lanzettlich, wellig, ganzrandig, spitz bis zugespitzt und bis 12,5 Zentimeter lang. Die Nervatur ist fein gefiedert mit vielen undeutlichen Seitenadern. Die unterseits helleren Blätter sind drüsenbesetzt und zerstoßen riechen sie nach Anis.
Es werden end- oder achselständige und rispige Blütenstände gebildet. Die duftenden, zwittrigen und kleinen, weißen Blüten sind 4–5-zählig mit doppelter Blütenhülle. Der Blütenbecher ist kahl. Es sind viele lange Staubblätter vorhanden. Der zweikammerige Fruchtknoten ist unterständig mit einem konischen Griffel und minimaler Narbe.
Es werden kleine, meist einsamige, nicht öffnende Kapselfrüchte mit Kelch- und Griffelresten gebildet.

## Verwendung
Die Blätter werden als Gewürz genutzt, sie sollten nicht erhitzt werden, sonst verliert sich der Geschmack. Auch wird aus ihnen ein ätherisches Öl gewonnen, welches in der Lebensmittelindustrie genutzt wird und viel Anethol enthält.